# Seeligerite
La seeligerite è un minerale.